# Csicsvaalja
Csicsvaalja (szlovákul Podčičva) Telekháza (Sedliska) településrésze Szlovákiában az Eperjesi kerület Varannói járásában.

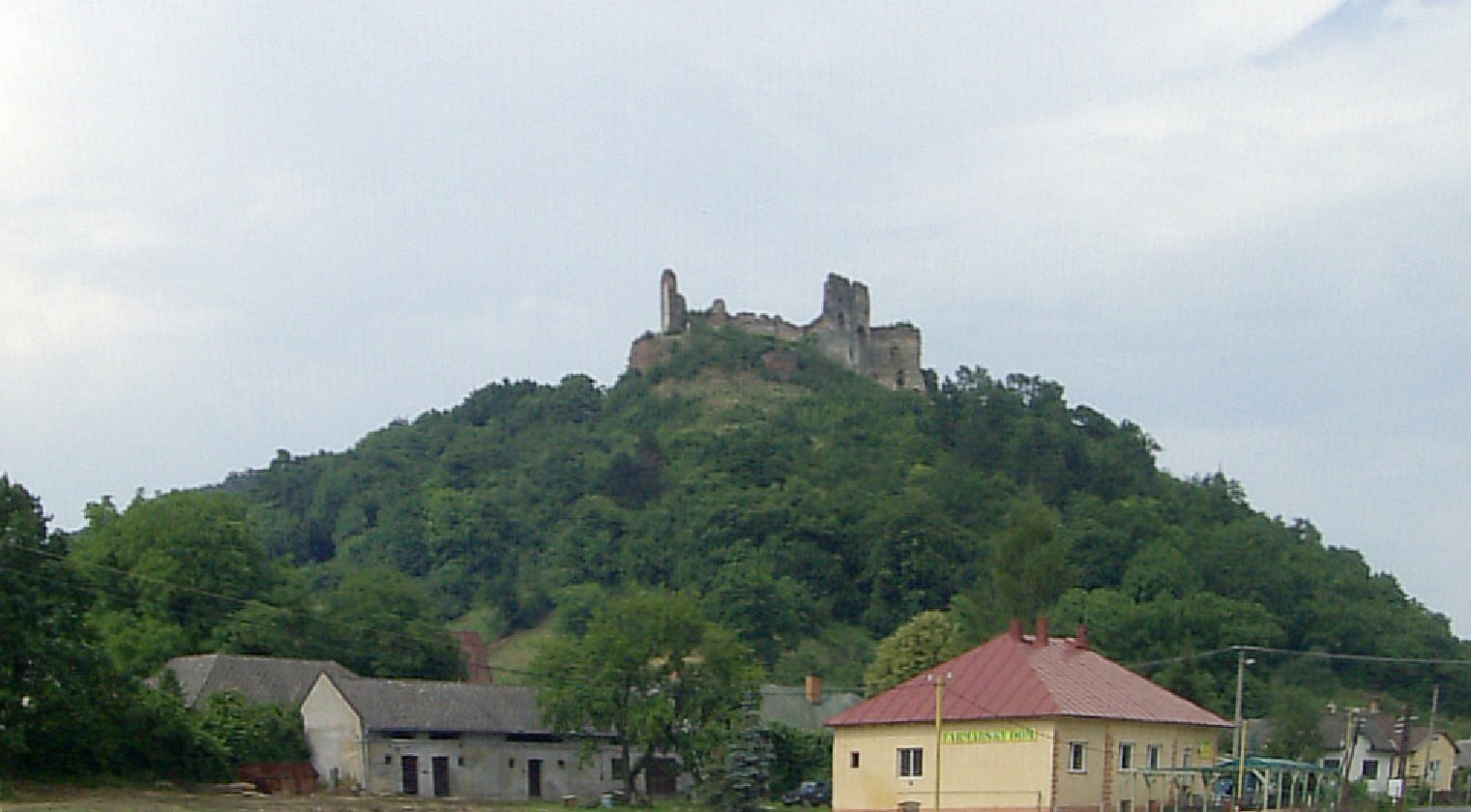
Csicsva várának romjai

## Fekvése
Varannótól 10 km-re északkeletre az Ondava jobb partján fekszik.

## Története
Csicsva várát a Rozgonyiak építették az 1310-es években, 1316-ban már ostromot vert vissza. A 14. században bővítették, a 15.-16. században bástyákkal erősítették meg. 1527-ben Szapolyai János serege ostromolta, ekkor leégett. 1684-ben Thököly foglalta el, 1703-ban a kurucok helyreállították. 1711-ben a császáriak elfoglalták és lerombolták, azóta rom. A 17-18. században itt tartották Zemplén vármegye nemesi közgyűléseit. A hagyomány szerint itt őrizték a hazugságok könyvét, ezért az a mondás járta: „be lehetne írni a csicsvai könyvbe”.
Csicsvaalja a vár szolgálófalujaként keletkezett a 14. században, 1363-ban említik először. A 14. században Nagy- és Közép-Csicsva néven két község volt, urai a vár mindenkori urai voltak. A 15. – 16. században általában „Varalya” alakban szerepel a forrásokban. 1493-ban 4 jobbágytelke volt.
Fényes Elek szerint „Csicsvaalja, puszta, Zemplén vgyében, Szedlicske mellet, a tavarnai uradalomhoz tartozik s gr. Barkóczy János birja. Kiterjedése 500 hold. A vár alatt van az uraságnak gyümölcsös és veteményes tágas kertje, üvegházzal; 10 zsellérrel, kórházzal, egy kath. fiók-szentegyházzal, melly a vár északkeleti részén épen a hegy alatt az Ondava folyó partján fekszik, hol sept. 8-ikán nevezetes bucsu tartatik. A vár, melly kősziklás hegyre épült, s honnan Zemplén vidékeire felséges kilátás esik, már elpusztult, s csupán falai állnak fen, s egy roppant mélységű kőkut most is látható. E várat 1200 táján Csicsvay János lakta.”

## Neves személyek
- Itt született 1710-ben Barkóczy Ferenc esztergomi érsek, helytartósági tanácsos és a Szent István rend nagykeresztes vitéze.

## Nevezetességei
- A falu feletti 320 m magas Várhegyen állnak Csicsva várának romjai.